# Bolitoglossa obscura
Bolitoglossa obscura é uma espécie de anfíbio caudado pertencente à família Plethodontidae, sub-família Plethodontinae.